# Supersport-VM 2011
Världsmästerskapen i Supersport 2011 arrangerades av Internationella motorcykelförbundet och innehöll 12 VM-deltävlingar. Supersport kördes som vanligt tillsammans med Superbike utom vid Superbikedeltävlingen i USA 30 maj, då Supersport inte deltog. Chaz Davies från Storbritannien blev världsmästare 2011. Han körde en  Yamaha för Yamaha ParkinGO Team.

## Tävlingskalender och delsegrare
| Datum        | Bana           | Segrare      | Märke    |  |  |
| ------------ | -------------- | ------------ | -------- |  |  |
| 27 februari  | Phillip Island | Luca Scassa  | Yamaha   |  |  |
| 27 mars      | Donington      | Luca Scassa  | Yamaha   |  |  |
| 17 april     | Assen          | Chaz Davies  | Yamaha   |  |  |
| 8 maj        | Monza          | Chaz Davies  | Yamaha   |  |  |
| 12 juni      | Misano         | Brooke Parks | Kawasaki |  |  |
| 19 juni      | Aragón         | Chaz Davies  | Yamaha   |  |  |
| 10 juli      | Brno           | Gino Rea     | Honda    |  |  |
| 31 juli      | Silverstone    | Chaz Davies  | Yamaha   |  |  |
| 4 september  | Nürburgring    | Chaz Davies  | Yamaha   |  |  |
| 25 september | Imola          | Fabien Foret | Honda    |  |  |
| 2 oktober    | Magny-Cours    | Luca Scassa  | Yamaha   |  |  |
| 16 oktober   | Portimão       | Chaz Davies  | Yamaha   |  |  |

## Slutställning i världsmästerskapen
Efter 12 av 12 deltävlingar:
1. Chaz Davies, 206 p. Klar världsmästare efter 11 deltävlingar.
2. David Salom, 156 p.
3. Fabien Foret, 148 p.
4. Broc Parkes, 136 p.
5. Luca Scassa, 134 p.
6. Sam Lowes, 129 p.
7. James Ellison, 99 p.
8. Florian Marino, 89 p.
9. Roberto Tamburini, 80 p.
10. Massimo Roccoli, 71 p.
11. Gino Rea, 69 p.
12. Robbin Harms, 59 p.
13. Miguel Praia, 51 p.
14. Vittorio Iannuzzo, 44 p.
15. Balázs Németh, 42 p.
16. Alexander Lundh, 29 p.

Inalles 34 förare tog VM-poäng.